# Chang Football Park Stadium
Das Chang Football Park Stadium (Thai ช้าง ฟุตบอล ปาร์ค) ist ein Fußballstadion in Chonburi in der gleichnamigen Provinz Chonburi. Es wird derzeit hauptsächlich für Fußballspiele genutzt und ist das Heimstadion des thailändischen Drittligisten Banbueng FC. Das Stadion hat eine Kapazität von 5000 Personen.